# Ernst Viktor Schellenberg
Ernst Viktor Schellenberg (* 30. November 1827 in Altenberg; † 19. Juli 1896 in Weimar) war ein Professor und Geheimer Hofrat. Er schrieb unter dem Pseudonym Ernst Veit.

## Leben

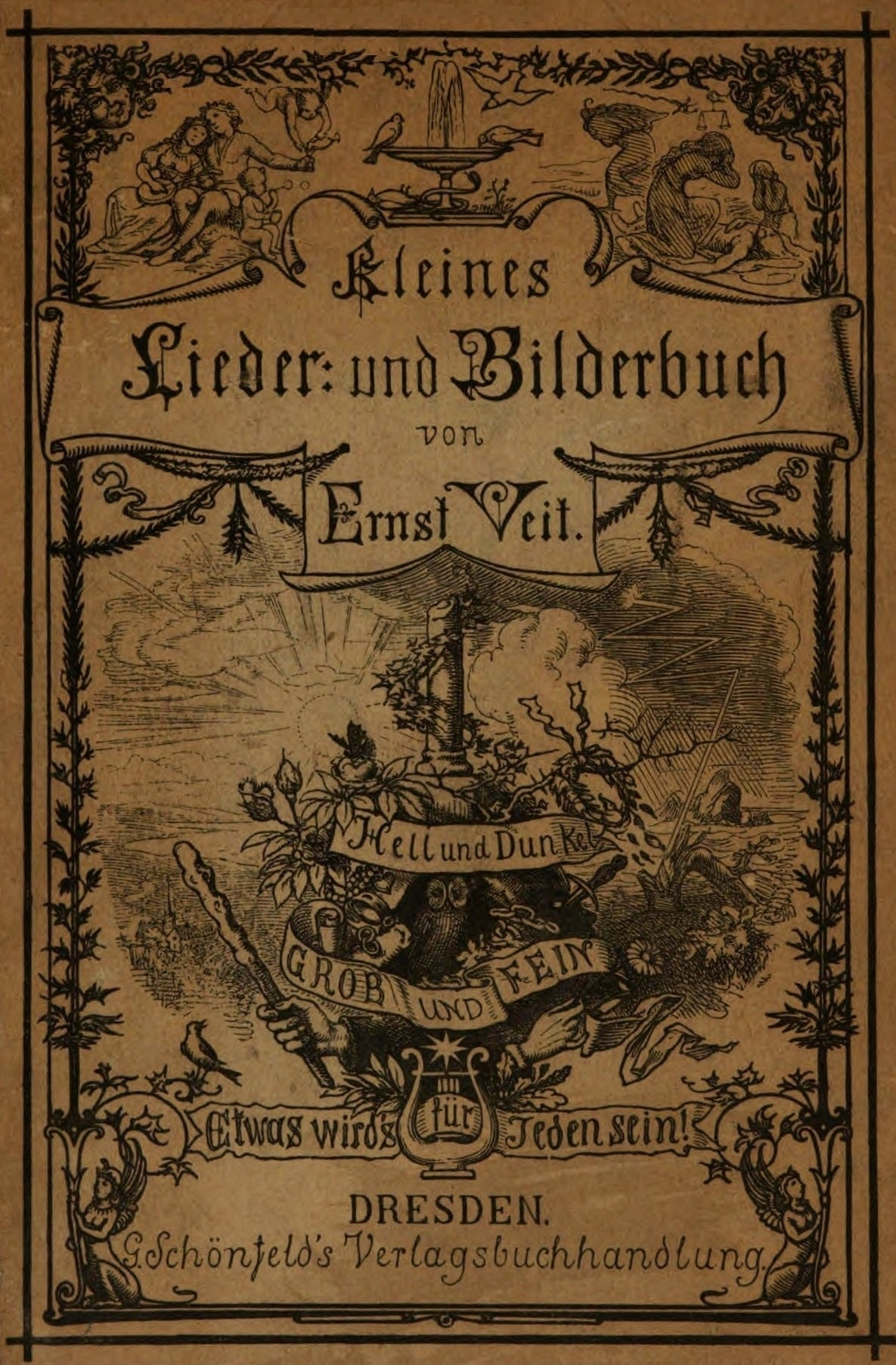
Ernst Veit (Ernst Viktor Schellenberg): Kleines Lieder- und Bilderbuch, Dresden 1876, Umschlagbild

Schellenberg studierte in Jena und schloss sein Studium mit der Promotion zum Dr. phil. ab. Während seines Studiums wurde er 1846 Mitglied der Burschenschaft auf dem Fürstenkeller und später Mitstifter und Ehrenmitglied der Burschenschaft Germania Jena. Anschließend betätigte er sich als Haus-, Privat- und öffentlicher Lehrer in verschiedenen Ländern. Er kam 1858 als Lehrer an die höhere Töchterschule in Weimar, die Stelle des Direktors an dieser Einrichtung erhielt er 1870 und er wurde 1871 Professor. Er erhielt 1878 den Titel des Hofrats und 1889 den des Geheimen Hofrats. Schellenberg war verheiratet und hatte aus der Ehe den Sohn Ernst Ludwig.
Der Text für das Lied „Thüringen, holdes Land“ (Thüringer Hymne) wurde von Schellenberg 1876 in seinem Kleinen Lieder- und Bilderbuch veröffentlicht und später von Carl Müllerhartung vertont.

## Veröffentlichungen
- 1858 Ulk oder Des Guten zu viel
- 1876 Kleines Lieder- und Bilderbuch
- 1892 Das große Jahr (1870-1871)